# Karl Rahner
Karl Rahner (5. března 1904 Freiburg – 30. března 1984 Innsbruck) byl německý katolický kněz, jezuita a teolog, jeden z nejvýznamnějších teologů 20. století. Stal se jedním z nejvlivnějších teologů Druhého vatikánského koncilu, na němž působil jako oficiální teologický poradce (peritus) vídeňského arcibiskupa Franze Königa. Po koncilu věnoval značné úsilí popularizaci a vysvětlování nových teologických a pastorálních důrazů koncilu a pro mnohé se stal takřka symbolem a ikonou teologických a institučních změn v pokoncilním katolicismu. Jeho Sebrané spisy (Sämtliche Werke) mají 32 svazků.

## Mládí a studia
Karl Rahner se narodil jako čtvrté dítě ze sedmi. Po ukončení střední školy vstoupil do Tovaryšstva Ježíšova, noviciát zahájil v roce 1922, tři roky poté, co do téhož řádu vstoupil jeho starší bratr Hugo. Karl byl v úvodní fázi noviciátu hluboce ovlivněn spiritualitou Ignáce z Loyoly. V dalších letech se soustředil na katolickou scholastickou filozofii a moderní německé filozofy: silný zájem měl zejména o Immanuela Kanta a dva tehdejší tomisty, belgického jezuitu Josepha Maréchala a francouzského jezuitu Pierra Rousselota, kteří ovlivnili Rahnerovo chápání filozofie Tomáše Akvinského.
Na kněze byl Rahner vysvěcen 26. července 1932. V roce 1934 se vrátil do Freiburgu, aby tam získal doktorát z filozofie. Ještě více se ponořil do prací Kanta a Maréchala, v téže době také navštěvoval semináře Martina Heideggera. Jeho dizertační práce Geist in Welt (Duch ve světě), interpretace epistemologie Tomáše Akvinského ovlivněná transcendentalizujícím tomismem Maréchala a také Heideggerem, byla nakonec v roce 1937 vedoucím jeho práce Martinem Honeckerem odmítnuta, údajně kvůli důrazu na Heideggerovu filozofii a nedostatečnému vyjádření katolické novoscholastické tradice.
V červnu 1936 byl Rahner poslán do Innsbrucku, aby tam pokračoval ve studiu teologie. Zde dokončil svou doktorskou dizertační práci E latere Christi. Der Ursprung der Kirche als zweiter Eva aus der Seite Christi des zweiten Adam. Eine Untersuchung über den typologischen Sinn von Jo 19,34. (E latere Christi. Počátek církve jako nové Evy z žebra Ježíšova, nového Adama. Studie typologického významu J 19,34.), za kterou byl po složení rigorózních zkoušek promován doktorem teologie (19. prosince 1936). Poté byl v roce 1937 jmenován docentem na fakultě teologie innsbrucké univerzity. V roce 1939, kdy univerzitu převzali nacisté a zrušili teologickou fakultu, dostal nabídku práce z Pastoračního institutu ve Vídni. Zde vyučoval a byl aktivní v pastorační práci až do roku 1948. Poté se vrátil do Innsbrucku, kde učil a publikoval eseje na řadu teologických témat.

## Na Druhém vatikánském koncilu
V roce 1962 se Rahner od svého řádového představeného dozvěděl, že podléhá předběžné cenzuře ze strany Říma, takže bez svolení nemůže publikovat ani přednášet. Jeho otevřený přístup k některým otázkám víry a teologie jej dostal do potíží s konzervativními vatikánskými autoritami. Jejich základní výtky se týkaly zejména Rahnerových názorů na eucharistii a mariologii.
Praktický dopad předběžné cenzury však vymizel v listopadu 1962, když papež Jan XXIII. ustanovil Rahnera poradcem Druhého vatikánského koncilu a stal se expertem kardinála Franze Königa. Rahner tak získal přístup na koncil a mnoho příležitostí sdílet své myšlenky s jeho účastníky. Rahnerův vliv v rámci koncilu byl tak rozsáhlý, že byl nakonec vybrán mezi 7 teologů, kteří připravovali jeden z nejdůležitějších dokumentů sněmu, dogmatickou konstituci Lumen gentium.

## Po koncilu

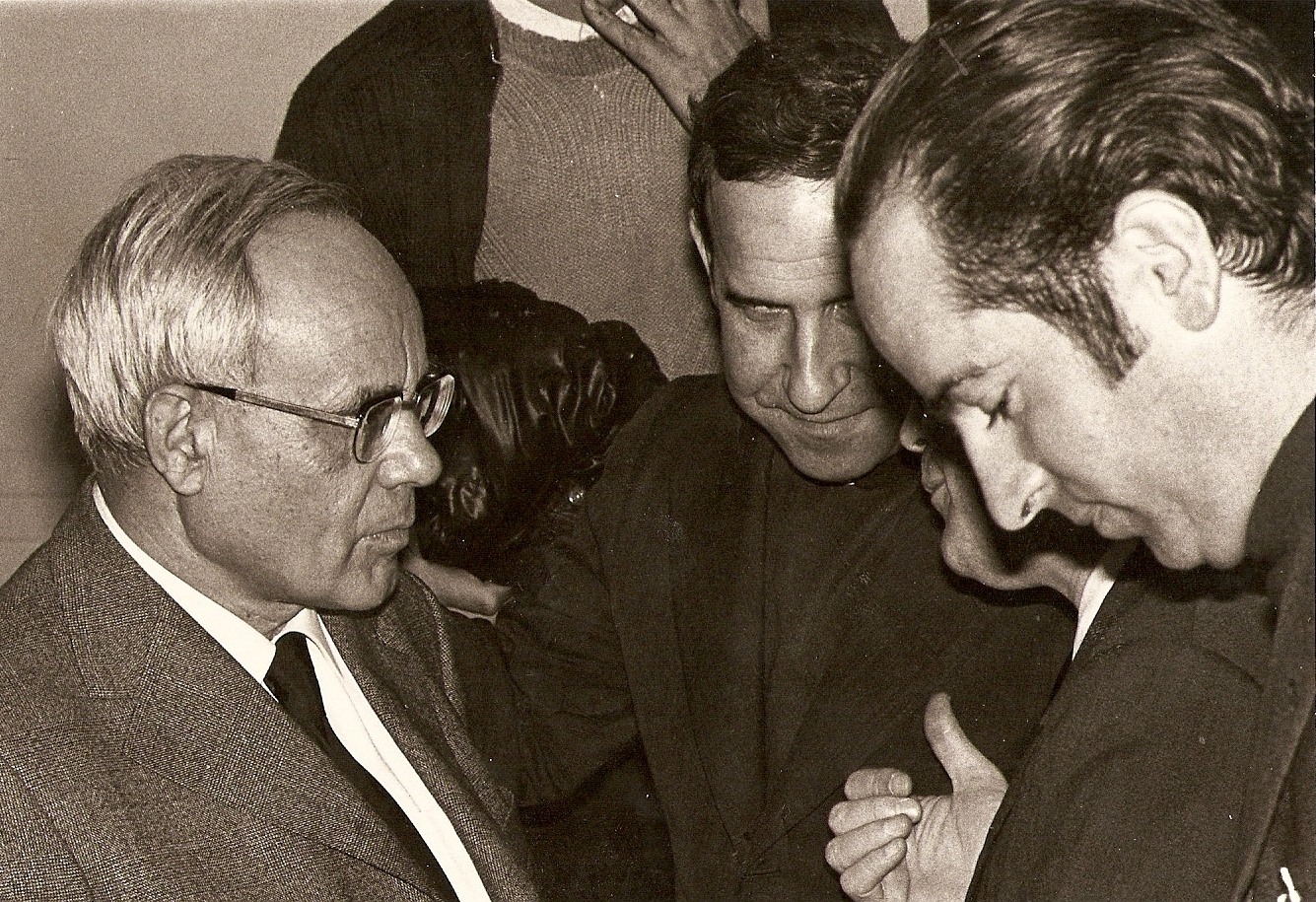
Karl Rahner v diskusi se španělským filosofem M. C. Castrem v roce 1974

V době konání koncilu Rahner přijal profesorské místo na univerzitě v Mnichově a vyučoval tam v letech 1964 až 1967. Poté učil dogmatickou teologii na univerzitě v Münsteru, kde pracoval až do svého odchodu do penze v roce 1971, kdy se stal čestným profesorem Vysoké školy filozofie v Mnichově. Poté se přestěhoval do Mnichova a v roce 1981 do Innsbrucku, kde další tři roky psal a přednášel. Obdržel 15 doktorátů honoris causa, vydal více než 4 000 děl. Zemřel 3. března 1984 a byl pochován v kryptě tamního jezuitského kostela.

## Osobní život
Na začátku 60. let 20. století navázal Rahner blízký vztah s německou spisovatelkou Luise Rinserovou. Během dvou desítek let si napsali asi čtyři tisíce dopisů, některé své pak Rinserová publikovala.

## Dílo a teologie
Rahner sám poznamenal, že napsal velmi málo „systematických“ prací. Za jeho života vydané mnohasvazkové Schriften zur Theologie jsou sbírkou článků a esejí na nejrůznější témata. Velký vliv získal Rahner i díky spoluvydavatelství rozsáhlého Lexikonu für Theologie und Kirche, který je nejrozšířenější teologickou encyklopedií v německy mluvícím prostředí. Kromě akademických prací opublikoval Rahner i mnoho duchovně orientovaných sborníků kázání, modliteb a meditací. Sekundární literatura o Rahnerově teologii je uspořádávána univerzitní knihovnou ve Freiburgu a čítá takřka šest tisíc položek.

### Obecné rysy Rahnerovy teologie
V počátcích své kariéry se Rahner kromě filosofie věnoval hlavně historické teologii, především dějinám teologie modlitby a pokání. Tato počáteční bádání prohloubila jeho smysl pro dějinnost církve a teologie. V době Rahnerova mládí často panovala naivní představa o prostém a bezproblematickém předávání Ježíšova učení v jeho absolutní čistotě, přičemž „věrnost tradici“ v tomto podání znamenala snahu nechat vše při starém. Rahner sám studoval v prostředí formovaném římskokatolickou novoscholastikou, kdy charakter otázek i odpovědí byl často podmíněn snahou o karteziánsky jednoznačnou a ahistoricky platnou argumentaci, jež byla vlastní potridentskému katolicismu s jeho defenzivní mentalitou vůči protestantismu a osvícenství. Rahner se snažil o kreativní propojení křesťanské tradice s moderním myšlením. Jeho styl teologické práce je charakteristický tím, že se většinou snaží přeformulovat ústřední otázku tak, aby oslovovala dnešního člověka. Zároveň se pokouší odkrýt určité zastřené, opomenuté anebo špatně pochopené aspekty tradice (čerpá především z patristiky – Evagrius, Řehoř z Nyssy atd., z Bonaventury a Tomáše Akvinského) a v jejich světle se snaží o nový, nekonvenční a zároveň koherentnější pohled na věc. Klasickým příkladem je jeho kniha Geist in Welt o metafyzice poznání u Tomáše Akvinského. Rahnerovi nejde o odmítnutí Tomáše, ale o autentičtější a pro dnešní dobu srozumitelnější reinterpretaci Tomášova učení. Dalším příkladem – a jednou z mála Rahnerových systematických prací – je studie Hörer des Wortes. Zde Rahner nově uchopuje koncept tzv. potentia oboedientialis („schopnost poslušnosti“) a na jeho základě se snaží nově promyslet vztah mezi teologií a filosofií, přičemž narušuje tehdy konvenční předpoklady o hranicích mezi fundamentální teologií, systematickou teologií a spiritualitou. Tradiční fundamentální teologie se většinou snažila nejprve ustanovit určité rámcové poznání božského zjevení založené na přirozené metafyzice, ke kterému poté přistoupí zjevení v pravém slova smyslu jako tajemství sdělitelné pouze Bohem skrze jeho slovo. Rahner ale tvrdí, že je zde určitá aporie – klasická fundamentální teologie totiž nevyjasňuje, jak je možné, že člověk je na jedné straně vůbec schopen přijmout toto rozšíření svého poznání, aniž by v člověku již předem nebyla určitá schopnost (potentia oboedientialis, která je zároveň „přirozená“ i Bohem darovaná), přičemž poznání obsahu zjevení je pak nutné chápat jako její naplnění.

### Bůh, milost a zkušenost
Problematikou, jež zajímala Rahnera od jeho mládí a jež tvoří klíč k jeho teologii, je vztah naší zkušenosti a milosti. Díky svému výzkumu patristických a středověkých pramenů dospěl Rahner k přesvědčení, že novoscholastická teologie milosti, tak jak převládala v jeho době, je vnitřně nekonzistentní. Ačkoli v před- i potridentském katolicismu vzkvétal duchovní život, oficiální katolická teologie se vyhýbala čemukoliv, co by jen zdánlivě mohlo připomínat protestantismus, tedy i přesvědčení, že osobní duchovní zkušenost věřících má určitou autoritu, která by mohla být v opozici vůči mínění církevních představitelů. Proto oficiální teologie chápala milost – Boží přítomnost ve stvoření a mezi lidmi – jako něco, co je v posledku nepřístupné naší běžné zkušenosti. Rahner komentoval své pojetí v protikladu k učení svého učitele Hermanna Langeho: „Vždy jsem ve své teologii [...] poukazoval na to, že existuje něco jako zkušenost milosti. Můj učitel [...] Hermann Lange [...] něčemu takovému vždy silně oponoval. Lange neúnavně hájil pojetí tzv. „posvěcující milosti“. Ale podle něho byla tato milost absolutně mimo naše vědomí. Podle této tradice bylo o ní možné něco vědět pouze a jen na základě vnějšího zjevení a Písma svatého.“ Rahner argumentoval pro své alternativní pojetí dvěma způsoby. Zaprvé – prostě na základě Písma a tradice – přece víme, že Bůh je v Kristu s námi, že ovoce Ducha mění naši zkušenost sebe sama. Zadruhé – spíše filosoficky – samotná představa toho, že milost existuje, aniž by jakýmkoliv způsobem mohla ovlivnit naše vědomí, je vnitřně rozporná; pokud totiž o milosti mluvíme, pak nemůžeme popřít, že si jsme jí vědomi, že ovlivňuje naše vědomí. Pokud milost vůbec existuje, pak musí existovat jako skutečnost přístupná nějakým způsobem naší zkušenosti. To podle Rahnera neznamená, že skutečnost milosti je vždy vnitřně přijata, anebo že naše zkušenost milosti je vždy snadno rozlišitelná a pojmenovatelná. Ale pokud je křesťanství pravdivé, pokud Bůh stvořil svět a drží ho svou mocí v bytí, pokud se Bůh v Kristu stal člověkem – pak se Bůh skutečně dotýká našeho srdce, pak je milost skutečností naší zkušenosti – jakkoliv temná a těžko artikulovatelná tato zkušenost může být. V Rahnerově pojetí je milost – Bůh sám ve svém sebesdílení (Selbstmitteilung) – díky stvoření a vykoupení vždy předem dána („immer schon gegeben“). Každý člověk je „nadpřirozený existenciál“ („übernatürliches Existential“) –„člověk bez milosti“ je čirou abstrakcí, která ve skutečnosti – díky Boží dobrotě a univerzální spásné vůli  – nikde neexistuje. To podle Rahnera neznamená, že hlásání evangelia je zbytečné, neboť „zakusitelnost milosti a zakusitelnost milosti jako milosti nejsou to samé.“ Ale zároveň je možné mluvit o tzv. „anonymních křesťanech“ – tedy o lidech, kteří explicitně a vědomě nevyznávají křesťanství, a přitom implicitně žijí v souladu s milostí, která je v jejich životě přítomná a účinná, ať již si jsou toho vědomi anebo ne.

### Christologie a dogmata
Ježíš Kristus je pro Rahnera dějinnou a konkrétní reprezentací a garancí toho, že příslib a skutečnost milosti Božího sebesdílení nám lidem jsou neodvolatelné a eschatologicky naplněné. Rahner to komentuje: „Termín Spasitel (poněkud přesněji absolutní Spasitel) neznamená, že Boží sebesdílení světu v jeho sebe si uvědomující subjektivitě by mělo časově začínat teprve s ním. Toto sebesdílení může začít již před Spasitelem, přičemž může koexistovat s celou duchovní historií lidstva a světa, tak jak tomu i fakticky podle křesťanského učení je. Spasitelem zde nazýváme onu dějinnou subjektivitu, ve které: a) je zcela neodvolatelným způsobem přítomna událost absolutního Božího sebesdílení světu; b) ona událost Božího sebesdílení může být jako neodvolatelná jednoznačně rozpoznána; c) ona událost sebesdílení Boha nachází své vyvrcholení, do té míry, že toto vyvrcholení musíme chápat jako konkrétní okamžik v celkových dějinách lidstva, a který tak nemusí být prostě ztotožněn s celkem sebe si uvědomujícího světa zahrnutého do sebesdílení Boha.“
Ježíš Kristus je pro Rahnera „pra-svátost“ (Ursakrament; svátost chápána jako „znamení a nástroj“) Božího sebesdílení a církev je od něho odvozená základní svátost (Grundsakrament). Bůh je takový, jakého ho poznáváme v dějinách spásy – Bůh-s-námi – a žádný jiný Bůh není: „´Ekonomická´ Trojice je imanentní Trojice a naopak.“ Ale zároveň jsou dějiny spásy neukončené, jsme putující Boží lid, Bůh pro nás (i v nebi) zůstane neproniknutelným a neuchopitelným Tajemstvím. Skutečnost Božího Tajemství bude vždy přesahovat všechny naše pojmy, představy a dogmata, jež sice k tomuto Tajemství odkazují, ale nikdy ho nemohou plně vystihnout a kontrolovat: „I ta nejjasnější a nejjednoznačnější formulace, i ten nejposvátnější výrok a jakékoliv klasické zhuštění staletí trvající snahy církve se modlící, přemýšlející a bojující o vystihnutí božích tajemství, žije tedy právě z toho, že je počátkem a ne koncem, prostředkem a ne cílem, že je pravdou, která osvobozuje k – stále větší – Pravdě.“

### Teologie duchovního života
Podle britského teologa a experta na Rahnerovu teologii Philipa Endeana se Rahnerova teologie sice občas může zdát neobratně formulovaná a složitá, ale její základní poselství je jednoduché a prosté. Je to pozvání rozpoznat ve svém životě skutečnost Božího sebesdílení – Boží dar sebe sama nám lidem, tedy to, co teologie nazývá milost – je to pozvání rozpoznat tuto milost a přitakat jí. Tato milost je, jakkoli skrytá a nerozpoznaná, implicitně přítomna v srdci každého člověka, a proto přijetí milosti a přijetí sebe sama jsou pro Rahnera dvě strany téže mince: „Nemůžeme si svůj život vybrat podle našeho zalíbení nebo podle našich často problematických přání. Musíme přijmout sami sebe takové, jací jsme. Ale když sami sebe přijímáme opravdu upřímně, odvážně a s nadějí, pak přijímáme Boha samotného“. Přitakání milosti a přijetí sebe sama nikdy nebude jednorázové, bude spíše celoživotním procesem, při němž klíčovou roli bude hrát trpělivost – a jak Rahner říká, i trpělivost s tím, že ještě nemáme trpělivost. A tato trpělivost má podle Rahnera i intelektuální a teologickou dimenzi. Boha můžeme poznat pouze a jedině jako nepoznatelné a neuchopitelné Tajemství: „Vrcholem našeho poznání Boha je vědomost naší nevědomosti.“ V tomto smyslu má pro Rahnera tedy „tato trpělivost něco společného s onou skutečnou docta ignorantia (učenou nevědomostí), o které filosofové mluví zpovzdálí a které se snaží dosáhnout mystikové od východu až na západ,“ a která je tak jedinou skutečnou cestou k Bohu v tomto složitém  a neuspořádaném světě: „Nemůžeme se zde již nadále dotýkat onoho nesmírného Tajemství, které bolest naší nevědomosti a hlouposti proměňuje v blaženost světla, jež se našemu každodennímu vědomí jeví jako temná noc. Ani nemusíme dlouze varovat před nebezpečím, jež přinejmenším křesťan vidí – křesťan, který ví, že vydržet s trpělivostí složitost a rozporuplnost našeho pozemského údělu je tou jedinou cestou, jež vede skrze skutečnou smrt s Ježíšem ukřižovaným do blažené neuchopitelnosti pravého Boha; že opravdový mystik musí být vždy připraven opustit výšiny kontemplace, mystického mlčení, aby podal chléb chudému; že ona velká slavnost blažené jednoty s neuchopitelným Tajemstvím je v posledku pouze ovocem hořkých týdnů naplněných každodenní prací a povinnostmi. [...] Tato trpělivost [...] se může stát vstupní branou do oné docta ignorantia, jež veškeré lidské vědění v jeho roztříštěnosti do jednotlivostí přivádí do onoho světla, jež my křesťané i dnes bez rozpaků nazýváme Bohem.“

### Česky vyšlo
- Všední věci. Einsiedeln 1966
- Můj problém. Brno 1990
- O svátostech v církvi. Praha 1993
- Teologický slovník. Praha 1996
- Bůh je s námi. Duchovní promluvy. Praha 1997
- Filosofie pro každého. Košice 1998
- Novou odvahu k ctnosti. Praha 1998
- Rozjímání podle exercicií sv. Ignáce. Velehrad 2001
- Slova do mlčení. Svitavy 2004
- Základy křesťanské víry. Svitavy 2004
- Dynamický prvek v církvi. Olomouc 2007
- Poslání a milost. Příspěvky k pastorální teologii. Olomouc 2011

## Ocenění
- 1973 – Cena Sigmunda Freuda za vědeckou prózu